# Calonectris
Cagarra ou cagarro é a designação comum dada às aves procelariformes do género Calonectris. Os seus parentes mais próximos, dentro da família Procellariidae são as pardelas.

## Descrição
As cagarras são aves marinhas de corpo fusiforme e asas longas. A sua plumagem é escura (cinzenta ou acastanhada) no dorso e branca na zona da barriga.
As cagarras são aves migratórias de longa distância, que passam a maior parte da vida voando sobre os oceanos de águas temperadas a frias. O seu único contacto com terra é na época de reprodução, quando se reúnem em ilhas e áreas costeiras para nidificar em zonas rochosas.
O ninho é construído como uma espécie de toca e visitado pelos progenitores apenas durante a noite. Cada postura é composta por um único ovo.
A alimentação das cagarras é feita à base de peixes e cefalópodes.
Nos arquipélagos portugueses (Madeira e Açores) encontram-se a maior concentração mundial de cagarras, espécie que se encontra em regressão a nível mundial devido à vulnerabilidade que apresenta e à presença de predadores terrestres e à actividade humana. Por esse facto foi necessário proceder por via da lei à protecção desta ave marinha com leis nacionais e internacionais, que impedem a sua captura, detenção ou abate, assim como a destruição ou danificação do seu habitat.
Trata-se da ave marinha mais abundante nos Açores, região a que regressa todos os anos em Março para acasalar e nidificar.
Todos os anos as cagarras regressam à mesma ilha e ao mesmo ninho onde se reproduziram pela primeira vez. O parceiro é sempre o mesmo todos os anos e os rituais de reconhecimento e acasalamento são complexos. As crias nascem em Maio e em Outubro abandonam os ninhos rumo ao mar. Só regressam para se reproduzir passados 5 anos.
A cagarra alimenta-se, muitas vezes, em simultâneo com tunídeos ou golfinhos, já que estas espécies fazem com que os animais de que se alimentam, nomeadamente peixe, lulas e crustáceos, se aproximem da superfície.
Trata-se de uma ave adaptada à vida em alto mar e que pode viver até 40 anos.

## Espécies
- Cagarra-do-mediterrâneo, Calonectris diomedea
- Cagarra-do-atlântico, Calonectris borealis
- Cagarra-de-cabo-verde, Calonectris edwardsii
- Cagarra-do-pacífico, Calonectris leucomelas

## Galeria

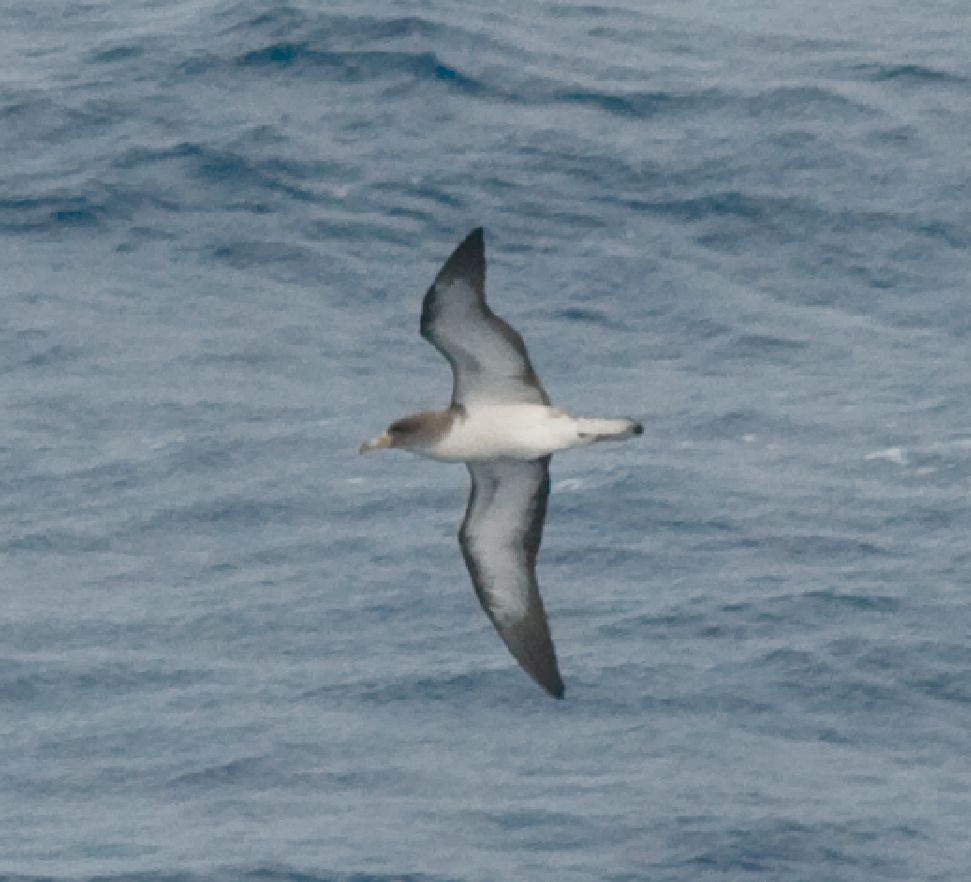